# Miloslav Brůžek
Miloslav Brůžek (25. dubna 1923 Louny – 14. července 1991) byl český a československý politik KSČ, za normalizace poslanec České národní rady a ministr kultury České socialistické republiky.

## Biografie
Členem KSČ se stal v roce 1945 a od roku 1950 byl stranickým funkcionářem. Do roku 1964 absolvoval Filozofickou fakultu Univerzity Karlovy, Vysokou školu ÚV KSČ v Praze a Moskevskou akademii společenských věd. V 60. letech zastával funkci člena komise pro kulturu při Ústředním výboru Komunistické strany Československa, v roce 1967 odešel na post místopředsedy odboru pro kulturu a informace na československém ministerstvu kultury.
V červenci 1969 byl jmenován členem české vlády Stanislava Rázla jako ministr kultury. Post si udržel i v následující vládě Josefa Kempného a Josefa Korčáka a druhé vládě Josefa Korčáka do května 1973. Odchod z ministerského postu byl oficiálně zdůvodněn rezignací na vlastní žádost. Doboví západní analytici z okruhu československé emigrace považovali jeho odchod z vlády za výsledek dlouhodobé kritiky, které čelil. Zprávy o jeho možném odchodu se měly objevovat již roku 1970. Terčem kritiky měl být jeho mírnější přístup k normalizační politice v kultuře. V letech 1969–1970 prosazoval politiku inspirovanou heslem Jánose Kádára „Kdo není proti nám, je s námi“ a podařilo se mu zlomit počáteční opozici v řadách kulturních pracovníků proti normalizační politice. Zároveň byl osobou spojenou s velkými personálním čistkami v kulturních institucích a podle další teorie jeho výměna mohla být vedena snahou vylepšit reputaci československé kulturní politiky v zahraničí.
Zasedal také v České národní radě, kam byl zvolen ve volbách roku 1971.
Působil jako vysokoškolský pedagog a publikoval práce z oboru kulturologie. V akademickém roce 1977/1978 byl proděkanem Filozofické fakulty Univerzity Karlovy pro vědeckovýzkumnou činnost.